# Andrea Hlaváčková
Andrea Hlaváčková (a 2018-as szezontól Andrea Sestini-Hlaváčková) (Plzeň, 1986. augusztus 10. –) párosban olimpiai ezüstérmes, háromszoros Grand Slam-tornagyőztes, WTA Finals-győztesként év végi világbajnok cseh hivatásos teniszezőnő.
2004-ben kezdte profi pályafutását. Egyéniben nincs tornagyőzelme, egyszer jutott döntőbe. Párosban 27 WTA-versenyt nyert meg eddigi karrierje során. Sikereit eleinte honfitársával, Lucie Hradeckával érte el, amikor megnyerték a Roland Garrost, valamint a US Opent. 2012-ben a wimbledoni teniszbajnokságon, néhány héttel később ugyanazon a helyszínen, de már a londoni olimpián, majd az év végi világbajnokságon is döntőbe jutottak, azonban vereséget szenvedtek. Legnagyobb sikerét a magyar Babos Tímeával érte el 2017-ben, amikor megnyerték a WTA Finals év végi világbajnokságot. Egyéniben a negyedik kör volt a legjobb eredménye, amelyet a 2012-es US Openen ért el. ITF-versenyeken nyolc egyéni és tizenkilenc páros tornagyőzelmet aratott eddig.
Korán elkezdett teniszezni, de csupán 16-17 évesen döntött úgy, hogy profi játékos szeretne lenni. A világranglistán az eddigi legjobb helyezése egyéniben ötvennyolcadik 2012. szeptemberben, párosban harmadik volt 2012. októberben.
2017 júliusában összeházasodott Fabrizio Sestinivel, a WTA munkatársával, a 2017-es szezon zárását követően Andrea Sestini-Hlaváčková néven versenyez. 2019 februárjában bejelentette, hogy gyereket vár. A későbbiekben tervezi a visszatérést, ezért kéri ranglistapontjainak befagyasztását.

## Grand Slam-döntői

### Páros

#### Győzelmei (2)
| Év   | Torna         | Borítás | Partner        | Ellenfelek a döntőben          | Eredmény a döntőben |
| 2011 | Roland Garros | Salak   | Lucie Hradecká | Szánija Mirza Jelena Vesznyina | 6–4, 6–3            |
| 2013 | US Open       | Kemény  | Lucie Hradecká | Ashleigh Barty Casey Dellacqua | 6–7(4), 6–1, 6–4    |

#### Elveszített döntői (4)
| Év   | Torna           | Borítás | Partner        | Ellenfelek a döntőben                | Eredmény a döntőben |
| 2012 | Wimbledon       | Fű      | Lucie Hradecká | Serena Williams Venus Williams       | 5–7, 4–6            |
| 2012 | US Open         | Kemény  | Lucie Hradecká | Sara Errani Roberta Vinci            | 4–6, 2–6            |
| 2016 | Australian Open | Kemény  | Lucie Hradecká | Martina Hingis Szánija Mirza         | 6–7(2), 3–6         |
| 2017 | Australian Open | Kemény  | Peng Suaj      | Bethanie Mattek-Sands Lucie Šafářová | 7–6(4), 3–6, 3–6    |

### Vegyes páros

#### Győzelem (1)
| Év   | Bajnokság | Borítás | Partner   | Ellenfél                         | Eredmény    |
| ---- | --------- | ------- | --------- | -------------------------------- | ----------- |
| 2013 | US Open   | Kemény  | Max Mirni | Abigail Spears Santiago González | 7–6(5), 6–3 |

## WTA-döntői

### Egyéni

#### Elveszített döntői (1)
|    | Dátum            | Torna                       | Borítás | Ellenfél a döntőben | Eredmény | Eredmény |
| 1. | 2013. július 21. | Gastein Ladies, Bad Gastein | Salak   | Yvonne Meusburger   | 5–7, 2–6 |          |

### Páros

#### Győzelmei (27)
| Összesítés                  |                        |
| Grand Slam-torna (2)        |                        |
| Tier I (0)                  | Premier Mandatory* (2) |
| Tier II (0)                 | Premier Five* (0)      |
| Tier III (1)                | Premier* (5)           |
| Tier IV (2)                 | International* (14)    |
| Tier V (0)                  | Challenger* (0)        |
| WTA Finals (1)              |                        |
| Tournament of Champions (0) |                        |
| Olimpia (0)                 |                        |

* 2009-től megváltozott a tornák rendszere.
 Az egymás mellett azonos színnel jelölt tornatípusok között nincs teljes mértékű megfelelés
|     | Dátum                | Torna                                            | Borítás     | Partner              | Ellenfelek a döntőben                 | Eredmény a döntőben | Eredmény a döntőben |
| 1.  | 2007. május 13.      | ECM Prague Open, Prága                           | Salak       | Petra Cetkovská      | Csi Csun-mej Szun Seng-nan            | 7–6(7), 6–2         |                     |
| 2.  | 2008. május 4.       | ECM Prague Open, Prága                           | Salak       | Lucie Hradecká       | Jill Craybas Michaëlla Krajicek       | 1–6, 6–3, [10–6]    |                     |
| 3.  | 2008. július 20.     | Gastein Ladies, Bad Gastein                      | Salak       | Lucie Hradecká       | Szeszil Karatancseva Nataša Zorić     | 6–3, 6–3            |                     |
| 4.  | 2009. július 26.     | Gastein Ladies, Bad Gastein                      | Salak       | Lucie Hradecká       | Tatjana Malek Andrea Petković         | 6–2, 6–4            |                     |
| 5.  | 2010. január 9.      | Brisbane International, Brisbane                 | Kemény      | Lucie Hradecká       | Czink Melinda A. Parra Santonja       | 2–6, 7–6(3), [10–4] |                     |
| 6.  | 2011. április 24.    | Grand Prix de SAR La Princesse Lalla Meryem, Fez | Salak       | Renata Voráčová      | Nyina Bratcsikova Sandra Klemenschits | 6–3, 6–4            |                     |
| 7.  | 2011. május 21.      | Brussels Open, Brüsszel                          | Salak       | Galina Voszkobojeva  | Klaudia Jans Alicja Rosolska          | 3–6, 6–0, [10–5]    |                     |
| 8.  | 2011. június 3.      | Roland Garros, Párizs                            | Salak       | Lucie Hradecká       | Szánija Mirza Jelena Vesznyina        | 6–4, 6–3            | (részletek)         |
| 9.  | 2012. január 7.      | ASB Classic, Auckland                            | Kemény      | Lucie Hradecká       | Julia Görges Flavia Pennetta          | 6–7(2), 6–2, [10–7] | (részletek)         |
| 10. | 2012. február 26.    | Memphis International, Memphis                   | Kemény (f)  | Lucie Hradecká       | Vera Dusevina Volha Havarcova         | 6–3, 6–4            |                     |
| 11. | 2012. augusztus 19.  | Western & Southern Open, Mason                   | Kemény      | Lucie Hradecká       | Katarina Srebotnik Cseng Csie         | 6–1, 6–3            | (részletek)         |
| 12. | 2012. október 21.    | BGL Luxembourg Open, Luxembourg                  | Kemény (f)  | Lucie Hradecká       | Irina-Camelia Begu Monica Niculescu   | 6–3, 6–4            | (részletek)         |
| 13. | 2013. július 14.     | Budapest Grand Prix, Budapest                    | Salak       | Lucie Hradecká       | Nyina Bratcsikova Ana Tatisvili       | 6–4, 6–1            | (részletek)         |
| 14. | 2013. szeptember 8.  | US Open, New York, Egyesült Államok              | Kemény      | Lucie Hradecká       | Ashleigh Barty Casey Dellacqua        | 6–7(4), 6–1, 6–4    |                     |
| 15. | 2014. október 4.     | China Open, Peking, Kína                         | Kemény      | Peng Suaj            | Cara Black Szánija Mirza              | 6–4, 6–4            |                     |
| 16. | 2016. április 29.    | J&T Banka Prague Open, Prága, Csehország         | Salak       | Margarita Gaszparjan | María Irigoyen Paula Kania            | 6–4, 6–2            |                     |
| 17. | 2016. június 12.     | Nottingham Open, Nottingham, Nagy-Britannia      | Fű          | Peng Suaj            | Gabriela Dabrowski Jang Csao-hszüan   | 7–5, 3–6, [10–7]    |                     |
| 18. | 2016. szeptember 18. | Bell Challenge, Québec, Kanada                   | Szőnyeg (f) | Lucie Hradecká       | Alla Kudrjavceva Alekszandra Panova   | 7–6(2),7–6(2)       |                     |
| 19. | 2016. október 21.    | Kreml Kupa, Moszkva, Oroszország                 | Kemény (f)  | Lucie Hradecká       | Daria Gavrilova Darja Kaszatkina      | 4–6, 6–0, [10–7]    |                     |
| 20. | 2017. január 7.      | Shenzhen Open, Sencsen, Kína                     | Kemény      | Peng Suaj            | Raluca Olaru Olha Szavcsuk            | 6–1, 7–5            |                     |
| 21. | 2017. május 5.       | WTA Rabat, Rabat                                 | Salak       | Babos Tímea          | Nina Stojanović Maryna Zanevska       | 2-6, 6-3, [10-5]    |                     |
| 22. | 2017. szeptember 17. | Tournoi de Quebec, Québec                        | Szőnyeg (f) | Babos Tímea          | Bianca Andreescu Carson Branstine     | 6-3, 6-1            |                     |
| 23. | 2017. szeptember 30. | Tashkent Open, Taskent                           | Kemény      | Babos Tímea          | Hibino Nao Okszana Kalasnikova        | 7–5, 6–4            |                     |
| 24. | 2017. október 20.    | Kreml Kupa, Moszkva                              | Kemény (f)  | Babos Tímea          | Nicole Melichar Anna Smith            | 6–2, 3–6, [10-3]    |                     |
| 25. | 2017. október 29.    | WTA Finals, Szingapúr                            | Kemény (f)  | Babos Tímea          | Kiki Bertens Johanna Larsson          | 4–6, 6–4, [10-5]    | részletek           |
| 26. | 2018. augusztus 25.  | Connecticut Open, New Haven                      | Kemény      | Barbora Strýcová     | Hszie Su-vej Laura Siegemund          | 6–4, 6–7(7), [10–4] |                     |
| 27. | 2018. október 7.     | China Open, Peking                               | Kemény      | Barbora Strýcová     | Gabriela Dabrowski Hszü Ji-fan        | 4–6, 6–4, [10–8]    |                     |

#### Elveszített döntői (23)
|     | Dátum                | Torna                                                                | Borítás      | Partner          | Ellenfelek a döntőben                     | Eredmény a döntőben  | Eredmény a döntőben |
| 1.  | 2011. február 19.    | Cellular South Cup, Memphis                                          | Kemény (f)   | Lucie Hradecká   | Volha Havarcova Alla Kudrjavceva          | 3–6, 6–4, [8–10]     |                     |
| 2.  | 2011. július 16.     | Internazionali Femminili di Tennis di Palermo, Palermo               | Salak        | Klára Zakopalová | Sara Errani Roberta Vinci                 | 5–7, 1–6             |                     |
| 3.  | 2012. július 7.      | Wimbledon, London                                                    | Fű           | Lucie Hradecká   | Serena Williams Venus Williams            | 5–7, 4–6             | (részletek)         |
| 4.  | 2012. augusztus 5.   | Olimpiai játékok, London                                             | Fű           | Lucie Hradecká   | Serena Williams Venus Williams            | 4–6, 4–6             | (részletek)         |
| 5.  | 2012. augusztus 25.  | New Haven Open, New Haven                                            | Kemény       | Lucie Hradecká   | Liezel Huber Lisa Raymond                 | 6–4, 0–6, [4–10]     | (részletek)         |
| 6.  | 2012. szeptember 9.  | US Open, New York                                                    | Kemény       | Lucie Hradecká   | Sara Errani Roberta Vinci                 | 4–6, 2–6             | (részletek)         |
| 7.  | 2012. október 28.    | WTA Tour Championships, Isztambul                                    | Kemény (f)   | Lucie Hradecká   | Marija Kirilenko Nagyja Petrova           | 1–6, 4–6             | (részletek)         |
| 8.  | 2013. február 3.     | Open GDF Suez, Párizs                                                | Kemény (f)   | Liezel Huber     | Sara Errani Roberta Vinci                 | 1–6, 1–6             |                     |
| 9.  | 2013. április 7.     | Family Circle Cup, Charleston, Egyesült Államok                      | Salak (zöld) | Liezel Huber     | Kristina Mladenovic Lucie Šafářová        | 3–6, 6–7(6)          |                     |
| 10. | 2013. szeptember 15. | Bell Challenge, Québec, Kanada                                       | Szőnyeg (f)  | Lucie Hradecká   | Alla Kudrjavceva Anastasia Rodionova      | 4–6, 3–6             |                     |
| 11. | 2014. szeptember 14. | Coupe Banque Nationale, Québec, Kanada                               | Szőnyeg (f)  | Julia Görges     | Lucie Hradecká Mirjana Lučić-Baroni       | 3–6, 6–7(8)          |                     |
| 12. | 2015. február 28.    | Abierto Mexicano Telcel, Acapulco, Mexikó                            | Kemény       | Lucie Hradecká   | Lara Arruabarrena María Teresa Torró Flor | 6–7(2), 7–5, [11–13] |                     |
| 13. | 2015. június 21.     | AEGON Classic, Birmingham, Nagy-Britannia                            | Fű           | Lucie Hradecká   | Garbiñe Muguruza Carla Suárez Navarro     | 4-6, 4-6             |                     |
| 14. | 2015. október 18.    | Generali Ladies Linz, Linz, Ausztria                                 | Kemény       | Lucie Hradecká   | Raquel Kops-Jones Abigail Spears          | 3–6, 5–7             |                     |
| 15. | 2016. január 29.     | Australian Open, Melbourne, Ausztrália                               | Kemény       | Lucie Hradecká   | Martina Hingis Szánija Mirza              | 6–7(1), 3–6          | (részletek)         |
| 16. | 2017. január 27.     | Australian Open, Melbourne, Ausztrália                               | Kemény       | Peng Suaj        | Bethanie Mattek-Sands Lucie Šafářová      | 7–6(4), 3–6, 3–6     | (részletek)         |
| 17. | 2017. február 25.    | Dubai Duty Free Tennis Championships, Dubaj, Egyesült Arab Emírségek | Kemény       | Peng Suaj        | Jekatyerina Makarova Jelena Vesznyina     | 6–2, 4–6, [10–7]     |                     |
| 18. | 2017. május 13.      | Mutua Madrid Open, Madrid, Spanyolország                             | Salak        | Babos Tímea      | Csan Jung-zsan Martina Hingis             | 4–6, 3–6             |                     |
| 19. | 2017. október 8.     | China Open, Peking, Kína                                             | Kemény       | Babos Tímea      | Csan Jung-zsan Martina Hingis             | 1–6, 4–6             |                     |
| 20. | 2018. január 13.     | Apia International Sydney, Sydney, Ausztrália                        | Kemény       | Latisha Chan     | Gabriela Dabrowski Hszü Ji-fan            | 3–6, 1–6             |                     |
| 21. | 2018. május 20.      | Internazionali BNL d'Italia, Róma, Olaszország                       | Salak        | Barbora Strýcová | Ashleigh Barty Demi Schuurs               | 3–6, 4–6             |                     |
| 22. | 2018. szeptember 23. | Toray Pan Pacific Open, Tokió                                        | Kemény       | Barbora Strýcová | Miyu Kato Makoto Ninomiya                 | 4–6, 4–6             |                     |
| 23. | 2018. szeptember 29. | Wuhan Open, Vuhan                                                    | Kemény       | Barbora Strýcová | Elise Mertens Demi Schuurs                | 3–6, 3–6             |                     |

## Eredményei Grand Slam-tornákon

### Egyéniben
| Grand Slam | Australian Open | Australian Open    | Roland Garros | Roland Garros      | Wimbledon     | Wimbledon         | US Open       | US Open         |
| Év         | Eredmény        | Utolsó ellenfél    | Eredmény      | Utolsó ellenfél    | Eredmény      | Utolsó ellenfél   | Eredmény      | Utolsó ellenfél |
| 2006       | –               | –                  | –             | –                  | –             | –                 | Selejtező (1) | Selejtező (1)   |
| 2007       | –               | –                  | Selejtező (1) | Selejtező (1)      | Selejtező (1) | Selejtező (1)     | Selejtező (1) | Selejtező (1)   |
| 2009       | –               | –                  | –             | –                  | –             | –                 | Selejtező (2) | Selejtező (2)   |
| 2010       | Selejtező (2)   | Selejtező (2)      | Selejtező (2) | Selejtező (2)      | 2. kör        | Vera Zvonarjova   | Selejtező (1) | Selejtező (1)   |
| 2011       | 2. kör          | Viktorija Azaranka | 1. kör        | Viktorija Azaranka | 2. kör        | Jarmila Gajdošová | Selejtező (3) | Selejtező (3)   |
| 2012       | 1. kör          | Nagyja Petrova     | Selejtező     | Selejtező          | 2. kör        | Kim Clijsters     | 4. kör        | Serena Williams |
| 2013       | 1. kör          | Donna Vekić        | 1. kör        | A. Pavljucsenkova  | 1. kör        | Jelena Vesznyina  | Selejtező     | Selejtező       |
| 2014       | Selejtező       | Selejtező          | Selejtező     | Selejtező          | 1. kör        | Petra Kvitová     | Selejtező     | Selejtező       |
| 2015       | –               | –                  | 1. kör        | Serena Williams    | Selejtező     | Selejtező         | –             | –               |

### Párosban
| Grand Slam | Australian Open            | Australian Open                  | Roland Garros             | Roland Garros                         | Wimbledon               | Wimbledon                            | US Open                 | US Open                               |
| Év         | Eredmény Partner           | Utolsó ellenfél                  | Eredmény Partner          | Utolsó ellenfél                       | Eredmény Partner        | Utolsó ellenfél                      | Eredmény Partner        | Utolsó ellenfél                       |
| 2007       | –                          | –                                | –                         | –                                     | 2. kör Sandra Klösel    | M. Krajicek A. Radwańska             | –                       | –                                     |
| 2008       | –                          | –                                | –                         | –                                     | 1. kör Olha Szavcsuk    | Vania King A. Kudrjavceva            | –                       | –                                     |
| 2009       | 2. kör L. Hradecká         | Hszie Su-vej Peng Suaj           | 1. kör L. Hradecká        | Serena Williams Venus Williams        | 1. kör L. Hradecká      | A. Medina Garrigues V. Ruano Pascual | 2. kör L. Hradecká      | Samantha Stosur Rennae Stubbs         |
| 2010       | 3. kör L. Hradecká         | Venus Williams Serena Williams   | 3. kör L. Hradecká        | Serena Williams Venus Williams        | 2. kör L. Hradecká      | Iveta Benešová B. Záhlavová-Strýcová | 1. kör L. Hradecká      | D. Hantuchová Caroline Wozniacki      |
| 2011       | 2. kör L. Hradecká         | Květa Peschke Katarina Srebotnik | Győzelem L. Hradecká      | Szánija Mirza Jelena Vesznyina        | 1. kör L. Hradecká      | Klaudia Jans Alicja Rosolska         | Negyeddöntő L. Hradecká | Vania King Jaroszlava Svedova         |
| 2012       | Elődöntő L. Hradecká       | Sara Errani Roberta Vinci        | Elődöntő L. Hradecká      | Marija Kirilenko Nagyja Petrova       | Döntő L. Hradecká       | Serena Williams Venus Williams       | Döntő L. Hradecká       | Sara Errani Roberta Vinci             |
| 2013       | 2. kör L. Hradecká         | Date Kimiko A. Parra Santonja    | Elődöntő L. Hradecká      | J. Makarova Jelena Vesznyina          | Negyeddöntő L. Hradecká | Ashleigh Barty Casey Dellacqua       | Győzelem L. Hradecká    | Ashleigh Barty Casey Dellacqua        |
| 2014       | Negyeddöntő Lucie Šafářová | J. Makarova J. Vesznyina         | 1. kör Lucie Šafářová     | Sharon Fichman A. Pavljucsenkova      | Elődöntő Cseng Csie     | Sara Errani Roberta Vinci            | Negyeddöntő Cseng Csie  | K. Date Kimiko B. Záhlavová Strýcová  |
| 2015       | 3. kör L. Hradecká         | K Jans-Ignacik Andreja Klepač    | Elődöntő L. Hradecká      | B Mattek Sands Lucie Šafářová         | 2. kör L. Hradecká      | Karin Knapp Roberta Vinci            | 3. kör L. Hradecká      | A-L Grönefeld Coco Vandeweghe         |
| 2016       | Döntő L. Hradecká          | Martina Hingis Szánija Mirza     | Negyeddöntő L. Hradecká   | Barbora Krejčíková Kateřina Siniaková | 3. kör L. Hradecká      | Serena Williams Venus Williams       | 3. kör L. Hradecká      | Barbora Krejčíková Kateřina Siniaková |
| 2017       | Döntő Peng Suaj            | B Mattek-Sands Lucie Šafářová    | 2. kör Babos Tímea        | Raluca Olaru Olha Szavcsuk            | 3. kör Babos Tímea      | Sz Kuznyecova Kristina Mladenovic    | Negyeddöntő Babos Tímea | Szánija Mirza Peng Suaj               |
| 2018       | Negyeddöntő Latusha Chan   | Babos Tímea Kristina Mladenovic  | Elődöntő Barbora Strýcová | Barbora Krejčíková Kateřina Siniaková | 3. kör Barbora Strýcová | B Mattek-Sands Lucie Šafářová        | 3. kör Barbora Strýcová | Ashleigh Barty Coco Vandeweghe        |

## Év végi világranglista-helyezései
| Év     | 2003 | 2004 | 2005 | 2006 | 2007 | 2008 | 2009 | 2010 | 2011 | 2012 | 2013 | 2014 | 2015 | 2016 | 2017 | 2018 |
| Egyéni | 686. | 443. | 341. | 226. | 238. | 227. | 158. | 106. | 112. | 65.  | 134. | 169. | 155. | 274. | 473. | 721. |
| Páros  | –    | 256. | 543. | 236. | 99.  | 71.  | 59.  | 45.  | 14.  | 3.   | 11.  | 15.  | 20.  | 9.   | 5.   | 9.   |